# فهرست بازیکنان باشگاه فوتبال پرسپولیس

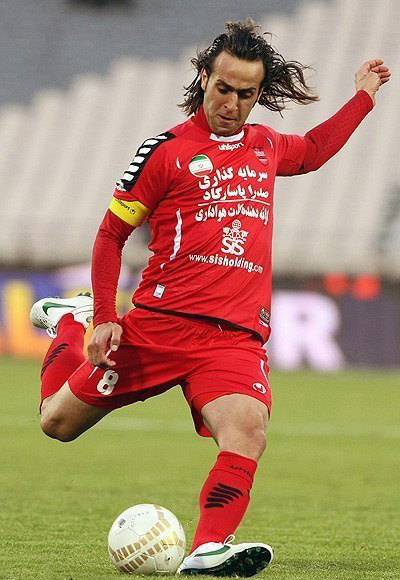
علی کریمی، یکی از مشهورترین بازیکنان تاریخ پرسپولیس است.

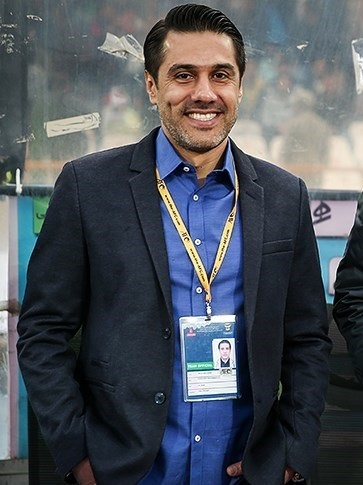
Iran vs. India - 2018 FIFA World Cup qualification, Afshin Peyrovani

این فهرست دربردارنده بازیکنان سرشناسی است که از ۱ فروردین ۱۳۴۷ تا امروز در باشگاه فوتبال پرسپولیس بازی کرده‌اند. به‌طور کلی، بازیکنانی که بیش از ۱۰۰ بازی برای باشگاه انجام داده‌اند، سرشناس به‌شمار آمده‌اند. در بازی‌های بازیکنان این فهرست تنها بازی‌های رسمی شمرده شده است. ممکن است برخی بازیکنان در این جدول کمتر از یکصد بازی داشته باشند، اما در تاریخ باشگاه رکورد یا نقشی داشته باشند.
برای دیدن بازیکنان باشگاه پرسپولیس، چه برجسته و چه نابرجسته، رده مربوطه را ببینید.
برای دیدن بازیکنان کنونی نوشتار باشگاه فوتبال پرسپولیس در فصل ۰۴–۱۴۰۳ یا بخش بازیکنان در نوشتار باشگاه فوتبال پرسپولیس را ببینید.

## فهرست بازیکنان
تا تاریخ ۲۵ اردیبهشت ۱۴۰۴
بازیکنان با سابقه بیش از ۵۰ بازی یا بیش از ۱۰ گل در لیست آورده شده‌اند.
| نام                         | کشور            | پست           | دوران بازی در پرسپولیس              | بازی | گل  | پاس گل | کلین شیت | یاداشت |
| --------------------------- | --------------- | ------------- | ----------------------------------- | ---- | --- | ------ | -------- | --- |
| هادی طاووسی                 | پرچم ایران      | دروازه‌بان     | ۱۳۴۷–۱۳۵۳                           | ۵۰   | ۰   | ۰      | ؟        | |
| عزیز اصلی                   | پرچم ایران      | دروازه‌بان     | ۱۳۴۷–۱۳۵۱                           | ۵۰   | ۰   | ۰      | ؟        | |
| ابراهیم آشتیانی             | پرچم ایران      | مدافع         | ۱۳۴۷–۱۳۵۵                           | ۱۶۲  | ۲   | ۴۴     | _        | |
| جعفر کاشانی                 | پرچم ایران      | مدافع         | ۱۳۴۷–۱۳۵۳                           | ۱۴۵  | ۰   | ۲      | _        | |
| بیوک وطنخواه                | پرچم ایران      | مدافع         | ۱۳۴۷–۱۳۵۲                           | ۹۴   | ۰   | ۰      | _        | |
| حمید جاسمیان                | پرچم ایران      | مدافع         | ۱۳۴۷–۱۳۴۹                           | ۵۰   | ۰   | ۰      | _        | |
| رضا وطنخواه                 | پرچم ایران      | مدافع         | ۱۳۴۷–۱۳۵۹                           | ۱۴۸  | ۱۱  | ۳      | _        | |
| مهراب شاهرخی                | پرچم ایران      | مدافع         | ۱۳۴۷–۱۳۵۳                           | ۱۰۵  | ۴   | ۱۴     | _        | |
| مسیح مسیح‌نیا                | پرچم ایران      | مدافع         | ۱۳۴۸–۱۳۵۳                           | ۵۵   | ۱   | ۰      | _        | |
| فریدون معینی                | پرچم ایران      | هافبک         | ۱۳۴۷–۱۳۵۵                           | ۱۴۵  | ۹   | ۳      | _        | |
| کاظم رحیمی                  | پرچم ایران      | هافبک         | ۱۳۴۷–۱۳۴۸ ۱۳۵۱–۱۳۵۲                 | ۵۰   | ۰   | ۰      | _        | |
| اصغر ادیبی                  | پرچم ایران      | هافبک         | ۱۳۴۷–۱۳۵۹                           | ۲۰۶  | ۱۱  | ۱۲     | _        | |
| محمدرضا خلعتبری (زاده ۱۳۲۷) | پرچم ایران      | هافبک-مهاجم   | ۱۳۴۷–۱۳۵۶                           | ۸۸   | ۲   |        | _        | |
| محمود خردبین                | پرچم ایران      | مهاجم         | ۱۳۴۷–۱۳۵۹                           | ۱۷۰  | ۴۰  | ۱۳     | _        | دارنده رکورد بیشترین تعداد سرپرست در شهرآورد تهران                                                                     |
| همایون بهزادی               | پرچم ایران      | مهاجم         | ۱۳۴۷–۱۳۵۴                           | ۱۱۱  | ۸۳  | ۱۲     | _        | |
| حسین کلانی                  | پرچم ایران      | مهاجم         | ۱۳۴۷–۱۳۵۳                           | ۱۰۱  | ۷۱  | ۱۳     | _        | |
| ناظم گنجاپور                | پرچم ایران      | مهاجم         | ۱۳۴۷–۱۳۵۱                           | ۳۷   | ۱۱  | ۱      | _        | |
| بهرام مودت                  | پرچم ایران      | دروازه‌بان     | ۱۳۵۰–۱۳۵۹                           | ۸۷   | ۰   | ۰      | ؟        | |
| جواد الله‌وردی               | پرچم ایران      | مدافع         | ۱۳۵۲–۱۳۵۹                           | ۹۲   | ۰   | ۰      | _        | |
| حسین قره‌خانلو               | پرچم ایران      | مدافع         | ۱۳۵۲–۱۳۵۸                           | ۶۴   | ۱   | ۰      | _        | |
| یعقوب فاطمی‌مقدم             | پرچم ایران      | مدافع         | ۱۳۵۳–۱۳۵۸                           | ۹۲   | ۱   | ۰      | _        | |
| بیژن ذوالفقارنسب            | پرچم ایران      | مدافع         | ۱۳۵۳–۱۳۵۸                           | ۹۴   | ۰   | ۱      | _        | |
| علی پروین                   | پرچم ایران      | هافبک         | ۱۳۴۹–۱۳۶۶                           | ۳۴۱  | ۹۵  | ۷۲     | _        | دارنده رکورد بیشترین تعداد بازی رسمی و غیررسمی (دوستانه) و بیشترین تعداد بازی در شهرآورد تهران و بیشترین تعداد قهرمانی |
| اسماعیل حاج‌رحیمی‌پور         | پرچم ایران      | هافبک         | ۱۳۴۹–۱۳۵۷                           | ۱۶۴  | ۲۸  | ۱۷     | _        | |
| محمد دستجردی                | پرچم ایران      | هافبک - مهاجم | ۱۳۵۲–۱۳۵۷                           | ۸۷   | ۹   | ۳      | _        | |
| ایرج سلیمانی                | پرچم ایران      | مهاجم         | ۱۳۵۰–۱۳۵۴                           | ۱۰۵  | ۱۲  | ۶      | _        | |
| محمدرضا زادمهر              | پرچم ایران      | مهاجم         | ۱۳۵۳–۱۳۵۸                           | ۷۱   | ۱۵  | ۱۱     | _        | |
| صفر ایرانپاک                | پرچم ایران      | مهاجم         | ۱۳۴۹–۱۳۵۹                           | ۱۸۰  | ۷۴  | ۱۰     | _        | دارنده رکورد ببیشترین تعداد گل در شهرآورد تهران                                                                        |
| وحید قلیچ                   | پرچم ایران      | دروازه‌بان     | ۱۳۵۹–۱۳۷۱                           | ۱۸۵  | ۰   | ۰      | ؟        | [ پانویس ۲ ] |
| بهروز سلطانی                | پرچم ایران      | دروازه‌بان     | ۱۳۶۱–۱۳۶۸                           | ۸۲   | ۰   | ۰      | ؟        | |
| محمد پنجعلی                 | پرچم ایران      | مدافع         | ۱۳۵۶–۱۳۷۲                           | ۲۶۴  | ۶   | ۰      | _        | |
| محمد دادکان                 | پرچم ایران      | مدافع         | ۱۳۵۴–۱۳۶۱                           | ۱۰۱  | ۲   | ۲      | _        | |
| روح‌الله عبادزاده            | پرچم ایران      | مدافع         | ۱۳۶۰–۱۳۶۴                           | ۵۲   | ۱   | ۰      | _        | |
| حسین کاشی‌نژاد               | پرچم ایران      | مدافع         | ۱۳۵۸–۱۳۶۴                           | ۶۴   | ۱   | ۰      | _        | |
| ایراهیم کیان طهماسبی        | پرچم ایران      | مدافع         | ۱۳۵۸–۱۳۶۶                           | ۷۵   | ۶   | ۰      | _        | |
| مرتضی فنونی‌زاده             | پرچم ایران      | مدافع         | ۱۳۶۴–۱۳۷۱                           | ۱۵۷  | ۳   | ۲      | _        | |
| کاظم سیدعلیخانی             | پرچم ایران      | مدافع         | ۱۳۵۹–۱۳۶۸                           | ۱۳۹  | ۰   | ۲      | _        | |
| فریبرز مرادی                | پرچم ایران      | مدافع         | ۱۳۶۰–۱۳۷۱                           | ۱۱۳  | ۰   | ۴      | _        | |
| سعید نعیم آبادی             | پرچم ایران      | مدافع         | ۱۳۶۶–۱۳۷۲                           | ۱۵۴  | ۲   | ۲      | _        | |
| محمدحسن انصاری‌فرد           | پرچم ایران      | مدافع         | ۱۳۶۴–۱۳۷۱                           | ۱۳۶  | ۲۷  | ۲۱     | _        | |
| جواد حسن‌زاده                | پرچم ایران      | هافبک         | ۱۳۵۸–۱۳۶۴                           | ۵۵   | ۹   | ۱      | _        | |
| مجید سبزی                   | پرچم ایران      | هافبک         | ۱۳۵۸–۱۳۶۴                           | ۱۵۰  | ۱۰  | ۵      | _        | |
| ضیاء عربشاهی                | پرچم ایران      | هافبک         | ۱۳۵۹–۱۳۶۹                           | ۱۷۳  | ۱۰  | ۷      | _        | |
| رحیم یوسفی                  | پرچم ایران      | هافبک         | ۱۳۶۵–۱۳۷۱                           | ۱۲۵  | ۱۸  | ۴      | _        | |
| حمید درخشان                 | پرچم ایران      | هافبک         | ۱۳۵۶–۱۳۷۳                           | ۱۹۸  | ۳۷  | ۲۷     | _        | |
| حسین عبدی                   | پرچم ایران      | هافبک         | ۱۳۶۶–۱۳۷۹                           | ۲۶۱  | ۱۵  | ۱۶     | _        | |
| محسن عاشوری                 | پرچم ایران      | هافبک         | ۱۳۶۶–۱۳۷۶                           | ۱۷۹  | ۲۰  | ۱۴۷    | _        | دارنده رکورد بیشترین تعداد پاس گل                                                                                      |
| محمد مایلی‌کهن               | پرچم ایران      | هافبک         | ۱۳۵۵–۱۳۶۸                           | ۲۱۸  | ۱۹  | ۱۶     | _        | |
| رضا عابدیان                 | پرچم ایران      | مهاجم         | ۱۳۶۴–۱۳۶۹                           | ۶۹   | ۲۴  | ۳      | _        | |
| مرتضی کرمانی‌مقدم            | پرچم ایران      | مهاجم         | ۱۳۶۵–۱۳۷۴                           | ۹۶   | ۳۲  | ۴      | _        | |
| عباس کارگر                  | پرچم ایران      | مهاجم         | ۱۳۵۸–۱۳۶۸                           | ۱۴۰  | ۲۶  | ۵      | _        | |
| حسن شیرمحمدی                | پرچم ایران      | مهاجم         | ۱۳۶۸–۱۳۷۴                           | ۱۳۳  | ۳۲  | ۴      | _        | |
| علی‌رضا عزیزی                | پرچم ایران      | مهاجم         | ۱۳۵۴–۱۳۵۹                           | ۶۳   | ۵   | ۲      | _        | |
| آلن ویتل                    |                 | مهاجم         | ۱۳۵۶–۱۳۵۷                           | ۳۲   | ۱۶  | ۶      | _        | |
| غلامرضا فتح‌آبادی            | پرچم ایران      | مهاجم         | ۱۳۵۹–۱۳۶۴                           | ۸۹   | ۴۲  | ۲      | _        | |
| ناصر محمدخانی               | پرچم ایران      | مهاجم         | ۱۳۶۱–۱۳۷۲                           | ۱۵۴  | ۵۹  | ۲۵     | _        | |
| فرشاد پیوس                  | پرچم ایران      | مهاجم         | ۱۳۶۴–۱۳۷۶                           | ۲۲۳  | ۱۵۳ | ۱۲     | _        | دارنده رکورد بیشترین تعداد گل درمیان بازیکنان ایرانی و بیشترین تعداد گل در مسابقات آسیایی                              |
| جمشید شاه‌محمدی              | پرچم ایران      | مهاجم         | ۱۳۶۲–۱۳۶۵ ۱۳۶۷–۱۳۷۰                 | ۵۰   | ۱۴  | ۱      | _        | |
| احمدرضا عابدزاده            | پرچم ایران      | دروازه‌بان     | ۱۳۷۳–۱۳۸۰                           | ۱۱۸  | ۱   |        | ؟        | دارنده رکورد نخستین دروازه‌بانی که موفق به گلزنی شده است                                                                |
| داوود فنایی                 | پرچم ایران      | دروازه‌بان     | ۱۳۷۷–۱۳۸۲ ۱۳۸۳–۱۳۸۵                 | ۱۰۴  | ۰   | ۰      | ؟        | |
| مهدی مهدوی‌کیا               | پرچم ایران      | هافبک         | ۱۳۷۴–۱۳۷۷ ۱۳۹۰–۱۳۹۲                 | ۹۹   | ۲۷  | ۲۵     | _        | [ پانویس ۵ ] |
| افشین پیروانی               | پرچم ایران      | مدافع         | ۱۳۷۳–۱۳۸۳                           | ۲۵۵  | ۱۳  |        | _        | [ پانویس ۶ ] |
| مهدی هاشمی‌نسب               | پرچم ایران      | مدافع         | ۱۳۷۶–۱۳۷۹                           | ۶۸   | ۲۱  | ۲      | _        | |
| یحیی گل‌محمدی                | پرچم ایران      | مدافع         | ۱۳۷۴–۱۳۷۸ ۱۳۸۱–۱۳۸۴                 | ۱۶۶  | ۱۰  | ۴      | _        | |
| بهروز رهبری‌فر               | پرچم ایران      | مدافع         | ۱۳۷۳–۱۳۸۲ ۱۳۸۳–۱۳۸۵                 | ۲۴۹  | ۲۰  | ۳      | _        | [ پانویس ۷ ] |
| منوچهر عبدالله نژاد         | پرچم ایران      | مدافع         | ۱۳۷۰–۱۳۷۴                           | ۶۵   | ۱   | ۰      | _        | |
| داود محبوب                  | پرچم ایران      | مدافع         | ۱۳۷۴–۱۳۷۵                           | ۵۵   | ۳   | ۰      | _        | |
| علی انصاریان                | پرچم ایران      | مدافع         | ۱۳۷۷–۱۳۸۲ ۱۳۸۳–۱۳۸۵                 | ۱۶۲  | ۲۴  | ۵      | _        | |
| مجتبی محرمی                 | پرچم ایران      | مدافع         | ۱۳۶۸–۱۳۷۶                           | ۱۷۹  | ۴۱  | ۲۴     | _        | دارنده رکورد بهترین مدافع گلزن                                                                                         |
| رضا شاهرودی                 | پرچم ایران      | مدافع         | ۱۳۷۱–۱۳۷۶ ۱۳۷۷–۱۳۷۸ ۱۳۸۰–۱۳۸۲       | ۱۲۰  | ۷   | ۱۷     | _        | |
| مهرداد میناوند              | پرچم ایران      | هافبک         | ۱۳۷۴–۱۳۷۷ ۱۳۸۱–۱۳۸۳                 | ۱۰۸  | ۱۳  | ۱۶     | _        | |
| کریم باقری                  | پرچم ایران      | هافبک         | ۱۳۷۵ ۱۳۸۱–۱۳۸۹                      | ۲۳۱  | ۴۶  | ۱۵     | _        | |
| اسماعیل حلالی               | پرچم ایران      | هافبک         | ۱۳۷۵–۱۳۸۱                           | ۱۱۸  | ۱۰  | ۸      | _        | |
| بهزاد داداش‌زاده             | پرچم ایران      | هافبک         | ۱۳۷۱–۱۳۷۵                           | ۱۳۸  | ۴۲  | ۴      | _        | |
| حمید استیلی                 | پرچم ایران      | هافبک         | ۱۳۷۱–۱۳۷۲ ۱۳۷۷–۱۳۸۳                 | ۱۶۵  | ۱۵  | ۲۲     | _        | |
| ادموند بزیک                 | پرچم ایران      | مهاجم         | ۱۳۷۵–۱۳۷۹                           | ۱۳۳  | ۴۰  | ۵      | _        | |
| علی دایی                    | پرچم ایران      | مهاجم         | ۱۳۷۳–۱۳۷۵ ۱۳۸۲–۱۳۸۳                 | ۷۴   | ۴۳  | ۱۴     | _        | دارنده رکورد بیشترین تعداد بازی ملی میان بازیکنان ایرانی باشگاه پرسپولیس و بیشترین تعداد گل ملی                        |
| نادر باقری                  | پرچم ایران      | دروازه‌بان     | ۱۳۷۱–۱۳۷۴                           | ۵۴   | ۰   | ۰      | ؟        | |
| امیر موسوی‌نیا               | پرچم ایران      | مدافع         | ۱۳۷۱–۱۳۷۳                           | ۵۰   | ۱   | ۰      | _        | |
| نادر محمدخانی               | پرچم ایران      | مدافع         | ۱۳۶۹–۱۳۷۰ ۱۳۷۷–۱۳۷۹                 | ۵۷   | ۲   | ۰      | _        | |
| مجید نامجومطلق              | پرچم ایران      | هافبک         | ۱۳۷۳–۱۳۷۶                           | ۵۲   | ۲   | ۸      | _        | |
| محمود کلهر                  | پرچم ایران      | هافبک         | ۱۳۷۱–۱۳۷۷                           | ۵۲   | ۴   | ۱      | _        | |
| محمود شافعی                 | پرچم ایران      | هافبک         | ۱۳۷۴–۱۳۷۵                           | ۵۰   | ۴   | ۱      | _        | |
| هادی مهدوی‌کیا               | پرچم ایران      | هافبک         | ۱۳۷۷–۱۳۷۹                           | ۵۸   | ۰   | ۵      | _        | |
| مهدی تارتار                 | پرچم ایران      | هافبک         | ۱۳۷۸–۱۳۸۱                           | ۵۵   | ۰   | ۳      | _        | |
| بهنام سراج                  | پرچم ایران      | مهاجم         | ۱۳۷۷–۱۳۷۹                           | ۶۱   | ۲۲  | ۳      | _        | |
| رضا ترابیان                 | پرچم ایران      | مدافع- مهاجم  | ۱۳۷۴–۱۳۷۷                           | ۸۵   | ۱۱  | ۱      | _        | |
| محمد برزگر                  | پرچم ایران      | مدافع- هافبک  | ۱۳۷۷–۱۳۸۳                           | ۶۶   | ۳   | ۴      | _        | |
| یونس باهنر                  | پرچم ایران      | مدافع         | ۱۳۷۹–۱۳۸۳                           | ۷۵   | ۰   | ۳      | _        | |
| مجتبی زارعی                 | پرچم ایران      | مهاجم         | ۱۳۸۸–۱۳۹۰                           | ۵۱   | ۳   | ۵      | _        | |
| محمد منصوری                 | پرچم ایران      | مدافع- هافبک  | ۱۳۸۷–۱۳۹۱                           | ۶۸   | ۲   | ۵      | _        | |
| عارف محمدوند                | پرچم ایران      | هافبک         | ۱۳۸۱–۱۳۸۴                           | ۶۸   | ۳   | ۳      | _        | |
| فرشید کریمی                 | پرچم ایران      | دروازه‌بان     | ۱۳۷۹–۱۳۸۷                           | ۶۳   | ۰   | ۰      | ؟        | |
| پژمان جمشیدی                | پرچم ایران      | مدافع- هافبک  | ۱۳۷۹–۱۳۸۴                           | ۸۶   | ۲   | ۱۹     | _        | |
| رضا جباری                   | پرچم ایران      | هافبک         | ۱۳۷۸–۱۳۸۳                           | ۱۰۳  | ۲۶  | ۲۲     | _        | |
| حامد کاویانپور              | پرچم ایران      | هافبک         | ۱۳۷۶–۱۳۸۱ ۱۳۸۲–۱۳۸۵                 | ۱۵۱  | ۱۰  | ۲۳     | _        | |
| حسن خان‌محمدی                | پرچم ایران      | هافبک         | ۱۳۷۹–۱۳۸۴                           | ۸۶   | ۶   | ۶      | _        | |
| علیرضا امامی‌فر              | پرچم ایران      | هافبک         | ۱۳۷۹–۱۳۷۶ ۱۳۸۲–۱۳۸۴                 | ۱۰۵  | ۱۶  | ۱۵     | _        | |
| ابراهیم اسدی                | پرچم ایران      | هافبک         | ۱۳۷۷–۱۳۸۱ ۱۳۸۲–۱۳۸۵                 | ۱۱۷  | ۵   | ۳      | _        | |
| جواد کاظمیان                | پرچم ایران      | هافبک         | ۱۳۸۱–۱۳۸۴ ۱۳۸۹–۱۳۹۱                 | ۱۲۹  | ۳۲  | ۲۵     | _        | |
| علی کریمی                   | پرچم ایران      | هافبک         | ۱۳۷۷–۱۳۸۰ ۱۳۸۷–۱۳۸۸ ۱۳۹۰–۱۳۹۲       | ۱۴۱  | ۳۸  | ۲۸     | _        | |
| پایان رأفت                  | پرچم ایران      | مهاجم         | ۱۳۷۸–۱۳۸۰ ۱۳۸۲–۱۳۸۳                 | ۷۷   | ۱۸  | ۵      | _        | |
| امیرحسین اصلانیان           | پرچم ایران      | مهاجم         | ۱۳۷۹–۱۳۸۳                           | ۵۵   | ۸   | ۵      | _        | |
| مهدی واعظی                  | پرچم ایران      | دروازه‌بان     | ۱۳۸۴–۱۳۸۷                           | ۴۱   | ۰   | ۰      | ؟        | |
| حمیدرضا علی‌عسگری            | پرچم ایران      | مدافع         | ۱۳۸۶–۱۳۹۴                           | ۱۴۱  | ۸   | ۷      | _        | |
| نبی‌الله باقری‌ها             | پرچم ایران      | مدافع         | ۱۳۸۶–۱۳۸۹                           | ۵۷   | ۱   | ۰      | _        | |
| علیرضا محمد                 | پرچم ایران      | مدافع         | ۱۳۸۷–۱۳۹۱                           | ۱۱۹  | ۱   | ۲      | _        | |
| محمد نصرتی                  | پرچم ایران      | مدافع         | ۱۳۸۶–۱۳۸۷ ۱۳۹۰–۱۳۹۱                 | ۵۷   | ۲   | ۱      | _        | |
| سپهر حیدری                  | پرچم ایران      | مدافع         | ۱۳۸۶–۱۳۹۰                           | ۱۴۸  | ۱۲  |        | _        | |
| ابوالفضل حاجی‌زاده           | پرچم ایران      | مدافع         | ۱۳۸۴–۱۳۸۶                           | ۵۴   | ۴   | ۰      | _        | |
| شیث رضایی                   | پرچم ایران      | مدافع         | ۱۳۸۲–۱۳۸۷ ۱۳۸۸–۱۳۹۱                 | ۱۵۴  | ۹   | ۶      | _        | |
| پژمان نوری                  | پرچم ایران      | هافبک         | ۱۳۸۴–۱۳۸۸                           | ۱۴۰  | ۱۰  | ۴      | _        | |
| فرزاد آشوبی                 | پرچم ایران      | هافبک         | ۱۳۸۵–۱۳۸۷                           | ۶۴   | ۶   | ۳      | _        | |
| علیرضا نیکبخت               | پرچم ایران      | هافبک         | ۱۳۸۵–۱۳۸۸                           | ۱۰۱  | ۳۵  | ۷      | _        | |
| مهرزاد معدنچی               | پرچم ایران      | هافبک-مهاجم   | ۱۳۸۴–۱۳۸۶ ۱۳۹۱–۱۳۹۲                 | ۷۱   | ۲۰  | ۶      | _        | |
| ابراهیم توره                | سنگال           | مهاجم         | ۱۳۸۷–۱۳۸۸                           | ۳۱   | ۱۳  | ۳      | _        | |
| محسن خلیلی                  | پرچم ایران      | مهاجم         | ۱۳۸۶–۱۳۸۹                           | ۶۸   | ۳۰  | ۴      | _        | |
| نیلسون کوریا جونیور         | برزیل           | دروازه‌بان     | ۱۳۹۱–۱۳۹۳                           | ۷۳   | ۰   | ۰      | ۳۵       | دارنده رکورد بیشترین دقایق متوالی بسته نگه داشتن دروازه در شهرآورد تهران                                               |
| علیرضا حقیقی                | پرچم ایران      | دروازه‌بان     | ۱۳۸۵–۱۳۹۱ ۱۳۹۲–۱۳۹۳                 | ۹۵   | ۰   | ۰      | ؟        | |
| سید جلال حسینی              | پرچم ایران      | مدافع         | ۱۳۹۱–۱۳۹۳ ۱۳۹۵–۱۴۰۱                 | ۲۶۱  | ۱۲  | ۱      | _        | دارنده رکورد بیشترین تعداد قهرمانی در لیگ برتر و بیشترین تعداد بازی در لیگ برتر                                        |
| محسن بنگر                   | پرچم ایران      | مدافع         | ۱۳۹۱–۱۳۹۵                           | ۱۱۸  | ۴   | ۲      | _        | |
| حسین ماهینی                 | پرچم ایران      | مدافع         | ۱۳۹۱–۱۳۹۴ ۱۳۹۵–۱۳۹۸                 | ۱۵۹  | ۳   | ۱۱     | _        | |
| رضا حقیقی                   | پرچم ایران      | هافبک         | ۱۳۹۱–۱۳۹۴                           | ۶۱   | ۳   | ۲      | _        | |
| ایمن زاید                   |                 | مهاجم         | ۱۳۹۲–۱۳۹۱                           | ۲۱   | ۱۲  | ۱      | _        | |
| ابراهیم شکوری               | پرچم ایران      | مدافع         | ۱۳۹۱–۱۳۸۸                           | ۶۴   | ۱   | ۳      | _        | |
| امیرحسین فشنگچی             | پرچم ایران      | هافبک         | ۱۳۸۹–۱۳۹۲                           | ۹۳   | ۱۰  | ۵      | _        | |
| مازیار زارع                 | پرچم ایران      | هافبک         | ۱۳۸۷–۱۳۸۸ ۱۳۸۹–۱۳۹۱                 | ۱۱۴  | ۱۵  | ۲      | _        | |
| سامان آقازمانی              | پرچم ایران      | هافبک         | ۱۳۸۸–۱۳۹۱                           | ۶۱   | ۰   | ۰      | _        | |
| حسین بادامکی                | پرچم ایران      | هافبک         | ۱۳۸۵–۱۳۹۱                           | ۱۸۴  | ۱۷  | ۱۷     | _        | |
| محمد نوری                   | پرچم ایران      | هافبک         | ۱۳۸۹–۱۳۹۴                           | ۱۷۹  | ۴۲  | ۱۷     | _        | |
| مهرداد اولادی               | پرچم ایران      | مهاجم         | ۱۳۸۲–۱۳۸۶ ۱۳۹۰–۱۳۹۱                 | ۷۱   | ۱۳  | ۳      | _        | |
| غلامرضا رضایی               | پرچم ایران      | مهاجم         | ۱۳۸۹–۱۳۹۲                           | ۱۰۰  | ۱۳  | ۱۸     | _        | |
| کریم انصاری‌فرد              | پرچم ایران      | مهاجم         | ۱۳۹۲–۱۳۹۳                           | ۳۶   | ۱۲  | ۳      | _        | |
| وحید هاشمیان                | پرچم ایران      | مهاجم         | ۱۳۸۹–۱۳۹۱                           | ۳۲   | ۵   | ۳      | _        | |
| سوشا مکانی                  | پرچم ایران      | دروازه‌بان     | ۱۳۹۳–۱۳۹۵                           | ۵۲   | ۰   | ۰      | ۲۱       | |
| رامین رضاییان               | پرچم ایران      | مدافع         | ۱۳۹۴–۱۳۹۶ ۱۴۰۰–۱۴۰۱                 | ۵۷   | ۹   | ۱۱     | _        | |
| مایکل اومانیا               | کاستاریکا       | مدافع         | ۱۳۹۳–۱۳۹۵                           | ۵۰   | ۰   | ۰      | _        | |
| علیرضا نورمحمدی             | پرچم ایران      | مدافع         | ۱۳۸۹–۱۳۹۵                           | ۱۴۹  | ۸   | ۱      | _        | |
| محمد انصاری                 | پرچم ایران      | مدافع         | ۱۳۹۴–۱۳۹۹                           | ۱۳۴  | ۳   | ۴      | _        | |
| مهرداد کفشگری               | پرچم ایران      | هافبک         | ۱۳۹۲–۱۳۹۵                           | ۵۶   | ۱   | ۳      | _        | |
| محسن مسلمان                 | پرچم ایران      | هافبک         | ۱۳۹۲–۱۳۹۳ ۱۳۹۴–۱۳۹۷                 | ۱۰۵  | ۵   | ۲۷     | _        | |
| احمد نوراللهی               | پرچم ایران      | هافبک         | ۱۳۹۳–۱۴۰۰                           | ۲۱۷  | ۲۱  | ۱۴     | _        | |
| کمال کامیابی‌نیا             | پرچم ایران      | هافبک         | ۱۳۹۴–۱۴۰۲                           | ۲۳۵  | ۲۳  | ۸      | _        | دارنده رکورد بیشترین تعداد قهرمانی                                                                                     |
| امید عالیشاه                | پرچم ایران      | هافبک         | ۱۳۹۲–۱۳۹۵ ۱۳۹۷–                     | ۲۸۲  | ۲۵  | ۵۴     | _        | دارنده رکورد بیشترین تعداد بازی رسمی و بیشترین تعداد پاس گل در لیگ برتر                                                |
| هادی نوروزی                 | پرچم ایران      | هافبک/مهاجم   | ۱۳۸۷–۱۳۹۲ ۱۳۹۳–۱۳۹۴                 | ۲۰۱  | ۳۵  | ۲۶     | _        | |
| فرشاد احمدزاده              | پرچم ایران      | هافبک         | ۱۳۹۱–۱۳۹۲ ۱۳۹۴–۱۳۹۷ ۱۳۹۸–۱۳۹۹ ۱۴۰۳– | ۱۴۶  | ۱۶  | ۱۶     | _        | |
| شهاب زاهدی                  | پرچم ایران      | مهاجم         | ۱۳۹۳–۱۳۹۶ ۱۴۰۲                      | ۲۹   | ۷   | ۲      | _        | |
| مهدی طارمی                  | پرچم ایران      | مهاجم         | ۱۳۹۳–۱۳۹۶                           | ۱۱۲  | ۵۵  | ۲۱     | _        | |
| علی علیپور                  | پرچم ایران      | مهاجم         | ۱۳۹۳–۱۳۹۹ ۱۴۰۳–                     | ۲۵۲  | ۸۷  | ۳۷     | _        | دارنده رکورد بیشترین تعداد گل در لیگ برتر و بیشترین تعداد بازی و بیشترین تعداد گل در مسابقات آسیایی                    |
| علیرضا بیرانوند             | پرچم ایران      | دروازه‌بان     | ۱۳۹۵–۱۳۹۹ ۱۴۰۱–۱۴۰۳                 | ۱۹۹  | ۰   | ۰      | ۱۱۲      | دارنده رکورد بیشترین تعداد بازی در میان دروازه‌بان و بیشترین تعداد کلین شیت                                             |
| بوژیدار رادوشویچ            | Flag of Croatia | دروازه‌بان     | ۱۳۹۵–۱۴۰۰                           | ۴۳   | ۰   | ۰      | ۲۴       | دارنده رکورد بیشترین تعداد قهرمانی میان بازیکنان خارجی و بیشترین مدت عضویت میان بازیکنان خارجی                         |
| صادق محرمی                  | پرچم ایران      | مدافع         | ۱۳۹۵–۱۳۹۷                           | ۶۴   | ۰   | ۳      | _        | |
| محسن ربیع‌خواه               | پرچم ایران      | هافبک         | ۱۳۹۵–۱۳۹۹                           | ۹۶   | ۰   | ۲      | _        | |
| سروش رفیعی                  | پرچم ایران      | هافبک         | ۱۳۹۵–۱۳۹۶ ۱۳۹۷–۱۳۹۸ ۱۴۰۱–           | ۱۴۱  | ۸   | ۱۷     | _        | |
| وحید امیری                  | پرچم ایران      | هافبک         | ۱۳۹۵–۱۳۹۷ ۱۳۹۸–                     | ۲۵۴  | ۲۶  | ۴۳     | _        | [ ۲ ] |
| شجاع خلیل‌زاده               | پرچم ایران      | مدافع         | ۱۳۹۶–۱۳۹۹                           | ۱۱۶  | ۱۲  | ۱      | _        | |
| شایان مصلح                  | پرچم ایران      | مدافع         | ۱۳۹۶–۱۳۹۸                           | ۵۷   | ۲   | ۰      | _        | |
| سیامک نعمتی                 | پرچم ایران      | هافبک         | ۱۳۹۶–۱۴۰۲                           | ۱۷۲  | ۱۷  | ۱۳     | _        | |
| بشار رسن                    | عراق            | هافبک         | ۱۳۹۶–۱۳۹۹                           | ۱۰۳  | ۵   | ۱۱     | _        | دارنده رکورد بیشترین تعداد بازی میان بازیکنان خارجی                                                                    |
| گادوین منشأ                 | نیجریه          | مهاجم         | ۱۳۹۸–۱۳۹۶                           | ۶۳   | ۱۴  | ۵      | _        | دارنده رکورد بیشترین تعداد گل درمیان بازیکنان خارجی در مسابقات آسیایی                                                  |
| مهدی شیری                   | پرچم ایران      | مدافع         | ۱۳۹۷–۱۴۰۰                           | ۱۱۱  | ۱   | ۵      | _        | |
| مهدی ترابی                  | پرچم ایران      | هافبک         | ۱۳۹۷–۱۳۹۹ ۱۳۹۹–۱۴۰۳                 | ۱۷۸  | ۳۹  | ۵۰     | _        | دارنده رکورد بیشترین تعداد پاس در مسابقات آسیایی                                                                       |
| محمدحسین کنعانی‌زادگان       | پرچم ایران      | مدافع         | ۱۴۰۰–۱۳۹۸ ۱۴۰۲–                     | ۱۳۶  | ۱۲  | ۳      | _        | |
| مهدی عبدی                   | پرچم ایران      | مهاجم         | ۱۳۹۸–۱۴۰۲                           | ۱۱۰  | ۲۸  | ۳      | _        | |
| حامد لک                     | پرچم ایران      | دروازه‌بان     | ۱۳۹۹–۱۴۰۱                           | ۷۲   | ۰   | ۰      | ۳۸       | |
| فرشاد فرجی                  | پرچم ایران      | مدافع         | ۱۳۹۹–۱۴۰۴                           | ۱۰۹  | ۴   | ۲      | _        | |
| سعید آقایی                  | پرچم ایران      | مدافع         | ۱۳۹۹–۱۴۰۱                           | ۶۹   | ۰   | ۷      | _        | |
| میلاد سرلک                  | پرچم ایران      | هافبک         | ۱۳۹۹–۱۴۰۲ ۱۴۰۳–                     | ۱۴۳  | ۶   | ۷      | _        | |
| احسان پهلوان                | پرچم ایران      | هافبک         | ۱۳۹۹–۱۴۰۱                           | ۷۲   | ۲   | ۹      | _        | |
| عیسی آل کثیر                | پرچم ایران      | مهاجم         | ۱۳۹۹–۱۴۰۲ ۱۴۰۲–۱۴۰۴                 | ۱۱۰  | ۳۲  | ۱۲     | _        | |
| دانیال اسماعیلی‌فر           | پرچم ایران      | مدافع         | ۱۴۰۱–۱۴۰۳                           | ۷۱   | ۵   | ۱۲     | _        | |
| گئورگی گولسیانی             | گرجستان         | مدافع         | ۱۴۰۱–۱۴۰۴                           | ۱۰۰  | ۲۰  | ۰      | _        | دارنده رکورد بهترین گلزن خارجی                                                                                         |
| محمد عمری                   | پرچم ایران      | هافبک         | ۱۴۰۰–۱۴۰۲ ۱۴۰۴–                     | ۵۳   | ۵   | ۳      | _        | |
| علی نعمتی                   | پرچم ایران      | مدافع         | ۱۴۰۰–۱۴۰۳                           | ۸۵   | ۶   | ۳      | _        | |
| سعید صادقی                  | پرچم ایران      | هافبک         | ۱۴۰۱–۱۴۰۴                           | ۷۴   | ۱۰  | ۷      | _        | |
| سینا اسدبیگی                | پرچم ایران      | هافبک         | ۱۴۰۱–۱۴۰۳                           | ۵۷   | ۳   | ۳      | _        | |
| مرتضی پورعلی‌گنجی            | پرچم ایران      | مدافع         | ۱۴۰۱–                               | ۶۵   | ۲   | ۲      | _        | |

### راهنمایی
|  | بازیکنان کنونی                                               |
|  | بازیکنان رکورددار                                            |
|  | بازیکنانی که در دوران بازیگری‌شان تنها در پرسپولیس بازی کردند |

### بازیکنان سرشناس‌تر بر پایه دهه
این فهرست شامل بازیکنانی می‌شود که:
1. دارای افتخارات بین‌المللی باشند
2. در زمینه‌ای رکورددار باشند

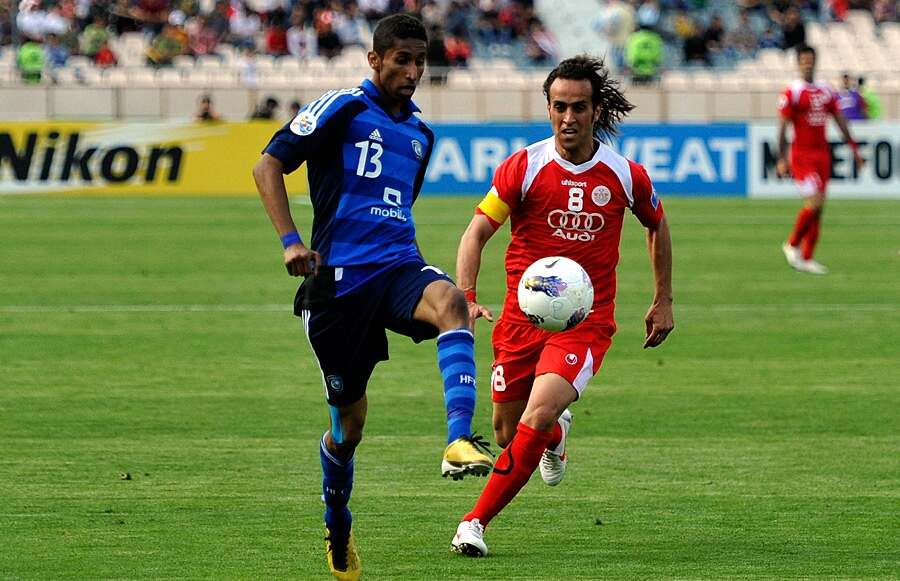
علی کریمی در دیدار تیم فوتبال پرسپولیس و الهلال

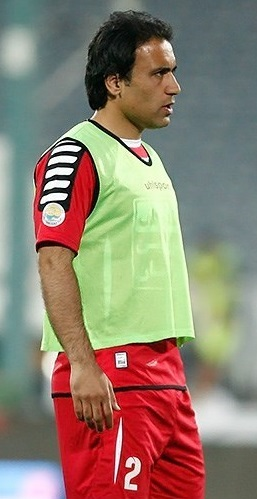
مهدی مهدوی‌کیا در فینال جام حذفی فوتبال ایران میان پرسپولیس و سپاهان

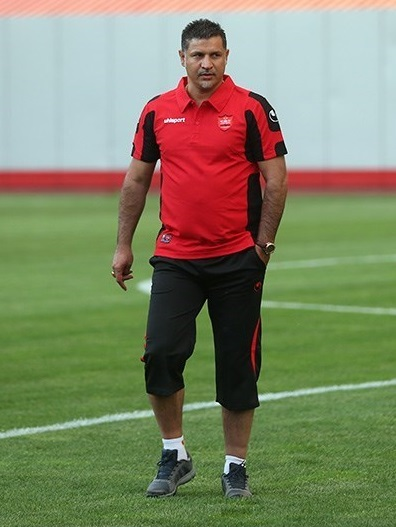
علی دایی یکی از بازیکنان سرشناس پرسپولیس در سمت سرمربی‌گری این تیم.

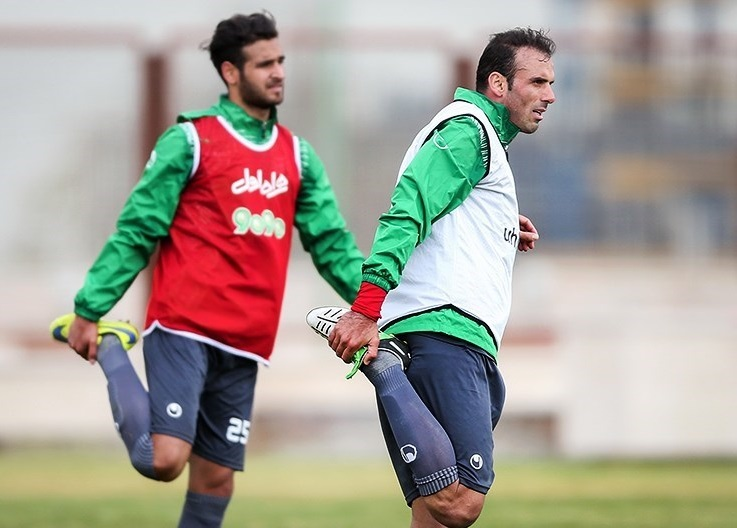
سید جلال حسینی (راست) در تمرینات تیم ملی فوتبال ایران

نکته: اگر یک بازیکن در بیش از یک دهه در پرسپولیس حضور داشته است، تنها در نخستین دهه حضور نامش ذکر شود. همچنین به ترتیب پست (دروازه‌بان - مدافع - هافبک - مهاجم) فهرست را مرتب کنید.
| بازیکنان سرشناس‌تر پرسپولیس | بازیکنان سرشناس‌تر پرسپولیس |
| ۱۹۶۰–۱۹۷۰ | ۱۹۷۰–۱۹۸۰ |
| --- | --- |
| - عزیز اصلی (دروازه‌بان) - ابراهیم آشتیانی (مدافع) - جعفر کاشانی (مدافع) - رضا وطنخواه (مدافع) - محمود خوردبین (مهاجم) - همایون بهزادی (مهاجم) - حسین کلانی (مهاجم) | - محمد پنجعلی (مدافع) - محمد دادکان (مدافع) - بیژن ذوالفقارنسب (مدافع) - محمد مایلی کهن (هافبک) - علی پروین (هافبک) - صفر ایرانپاک (مهاجم) - آلن ویتل (مهاجم) |
| ۱۹۸۰–۱۹۹۰ | ۱۹۹۰–۲۰۰۰ |
| - وحید قلیچ (دروازه‌بان) - بهروز سلطانی (دروازه‌بان) - نادر محمدخانی (مدافع) - کاظم سیدعلیخانی (مدافع) - مجتبی محرمی (مدافع) - محسن عاشوری (هافبک) - حمید درخشان (هافبک) - حسین عبدی (هافبک) - محمد حسن انصاری‌فرد (هافبک) - مرتضی کرمانی‌مقدم (مهاجم) - فرشاد پیوس (مهاجم) - ناصر محمدخانی (مهاجم) - کریم باوی (مهاجم) | - احمدرضا عابدزاده (دروازه‌بان) - داوود فنایی (دروازه‌بان) - نیما نکیسا (دروازه‌بان) - مهدی مهدوی‌کیا (مدافع) - محمد خاکپور (مدافع) - افشین پیروانی (مدافع) - یحیی گل‌محمدی (مدافع) - بهروز رهبری‌فر (مدافع) - رضا شاهرودی (مدافع) - مهرداد میناوند (هافبک) - کریم باقری (هافبک) - حمید استیلی (هافبک) - علی کریمی (هافبک) - ادموند بزیک (مهاجم) - علی دایی (مهاجم) - خداداد عزیزی (مهاجم)(قرضی) |
| ۲۰۰۰–۲۰۱۰ | ۲۰۱۰–۲۰۲۰ |
| - علیرضا حقیقی (دروازه‌بان) - پژمان جمشیدی (مدافع) - سپهر حیدری (مدافع) - محمد نصرتی (مدافع) - محمد نوری (هافبک) - حامد کاویانپور (هافبک) - جواد کاظمیان (مهاجم) - محسن خلیلی (مهاجم) - ابراهیم توره (مهاجم) - وحید هاشمیان (مهاجم) - هادی نوروزی (مهاجم)                                                            | - علیرضا بیرانوند (دروازه‌بان) - حسین ماهینی (مدافع) - سید جلال حسینی (مدافع) - محسن بنگر (مدافع) - محمد انصاری (مدافع) - بشار رسن (هافبک) - کمال کامیابی‌نیا (هافبک) - وحید امیری (هافبک) - احمد نوراللهی (هافبک) - امید عالیشاه (هافبک) - ایمون زاید (مهاجم) - مهدی طارمی (مهاجم) - علی علیپور (مهاجم)                                                                                     |

### کاپیتان‌ها
| کاپیتان          | کشور                                | سال       | توضیحات |
| ---------------- | ----------------------------------- | --------- | --- |
| حمید جاسمیان     | ایران                               | ۱۳۴۹–۱۳۴۷ | در سال‌های اولیه جاسمیان و بهزادی و وطنخواه به تناوب کاپیتانی تیم را برعهده داشتند. |
| همایون بهزادی    | ایران                               | ۱۳۴۷–۱۳۵۴ | کاپیتان فاتح جام تخت جمشید ۱۳۵۲ |
| بیوک وطنخواه     | ایران                               | ۱۳۵۲–۱۳۴۷ | کاپیتان فاتح جام منطقه‌ای ایران ۱۳۵۰ - در سال ۵۱، بهزادی کاپیتان تیم حرفه‌ای و وطنخواه کاپیتان تیم آماتورها بود |
| عزیز اصلی        | ایران                               | ۱۳۴۸      | به علت انتقال اکثر بازیکنان به پیکان - او پس از بازی با تاج چندماه محروم شد و در این مدت علی سلیمی کاپیتان تیم بود |
| جعفر کاشانی      | ایران                               | ۱۳۵۳      | کاپیتان اول سال ۵۳ بهزادی و کاپیتان دوم وطنخواه بود، ولی به علت نیمکت نشینی آن‌ها در اکثر بازی‌های فصل، کاشانی کاپیتان بود. |
| ابراهیم آشتیانی  | ایران                               | ۱۳۵۳–۱۳۵۵ | کاپیتان فاتح جام تخت جمشید ۱۳۵۴ |
| علی پروین        | ایران                               | ۱۳۶۶–۱۳۵۵ | کاپیتان فاتح جام باشگاه‌های تهران ۱۳۶۱ و جام باشگاه‌های تهران ۱۳۶۵ و جام حذفی تهران ۱۳۶۲ |
| محمد مایلی کهن   | ایران                               | ۱۳۶۸–۱۳۶۶ | کاپیتان فاتح جام حذفی فوتبال ایران ۱۳۶۶-۶۷ و جام باشگاه‌های فوتبال تهران ۱۳۶۶ و جام باشگاه‌های فوتبال تهران ۱۳۶۷ و جام باشگاه‌های فوتبال تهران ۱۳۶۸ و جام حذفی فوتبال تهران ۱۳۶۶ |
| محمد پنجعلی      | ایران                               | ۱۳۷۳–۱۳۶۸ | کاپیتان فاتح جام برندگان جام آسیا ۹۱–۱۹۹۰ و جام حذفی فوتبال ایران ۱۳۷۰–۷۱ و جام باشگاه‌های فوتبال تهران ۱۳۶۹ |
| فرشاد پیوس       | ایران                               | ۱۳۷۶–۱۳۷۳ | کاپیتان فاتح لیگ آزادگان ۱۳۷۴ و لیگ آزادگان ۱۳۷۵ |
| مجتبی محرمی      | ایران                               | ۱۳۷۵      | کاپیتان اول پیوس بود ولی به علت اختلافاتش با استانکو در اکثر بازی‌های فصل، محرمی کاپیتان بود. |
| حسین عبدی        | ایران                               | ۱۳۷۸–۱۳۷۶ | کاپیتان فاتح لیگ آزادگان ۷۸–۱۳۷۷ و جام حذفی فوتبال ایران ۷۸–۱۳۷۷ |
| احمدرضا عابدزاده | ایران                               | ۱۳۸۰–۱۳۷۸ | کاپیتان فاتح لیگ آزادگان ۷۹–۱۳۷۸ |
| افشین پیروانی    | ایران                               | ۱۳۸۳–۱۳۸۰ | کاپیتان فاتح لیگ برتر فوتبال ایران ۸۱–۱۳۸۰ |
| بهروز رهبری فر   | ایران                               | ۱۳۸۴–۱۳۸۳ | |
| کریم باقری       | ایران                               | ۱۳۸۹–۱۳۸۴ | کاپیتان فاتح لیگ برتر فوتبال ایران ۸۷–۱۳۸۶ و جام حذفی فوتبال ایران ۸۹–۱۳۸۸ |
| شیث رضایی        | ایران                               | ۱۳۸۹      | با کنار رفتن کریم باقری کاپیتان شد، ولی فقط حدود یک ماه کاپیتان بود و به دلیل مسائل حاشیه‌ای و رای‌گیری در اردوی ترکیه کاپیتانی را از دست داد |
| سپهر حیدری       | ایران                               | ۱۳۹۰–۱۳۸۹ | کاپیتان فاتح جام حذفی فوتبال ایران ۹۰–۱۳۸۹ |
| علی کریمی        | ایران                               | ۱۳۹۰      | |
| مهدی مهدوی‌کیا    | ایران                               | ۱۳۹۲–۱۳۹۰ | |
| محمد نوری        | ایران                               | ۱۳۹۴–۱۳۹۲ | |
| هادی نوروزی      | ایران                               | ۱۳۹۴      | او در روز ۹ مهر ۱۳۹۴ در اثر ایست قلبی در سی سالگی درگذشت |
| علیرضا نورمحمدی  | ایران                               | ۱۳۹۴–۱۳۹۵ | |
| سید جلال حسینی   | ایران                               | ۱۳۹۵–۱۴۰۱ | کاپیتان فاتح لیگ برتر فوتبال ایران ۹۶–۱۳۹۵ و سوپر جام فوتبال ایران ۱۳۹۶ و لیگ برتر فوتبال ایران ۹۷–۱۳۹۶ و سوپر جام فوتبال ایران ۱۳۹۷ و لیگ برتر فوتبال ایران ۹۸–۱۳۹۷ و جام حذفی فوتبال ایران ۹۸–۱۳۹۷ و سوپر جام فوتبال ایران ۱۳۹۸ و لیگ برتر فوتبال ایران ۹۹–۱۳۹۸ و سوپر جام فوتبال ایران ۱۳۹۹ و لیگ برتر فوتبال ایران ۱۴۰۰–۱۳۹۹ |
| امید عالیشاه     | ایران                               | ۱۴۰۱–     | کاپیتان فاتح لیگ برتر فوتبال ایران ۱۴۰۲–۱۴۰۱ و جام حذفی فوتبال ایران ۱۴۰۲–۱۴۰۱ و سوپر جام فوتبال ایران ۱۴۰۲ و لیگ برتر فوتبال ایران ۰۳–۱۴۰۲ |
| یادکرد           | [ ۳ ] [ ۴ ] [ ۵ ] [ ۶ ] [ ۷ ] [ ۸ ] |           | |

نکته: بازیکنان دیگری هم هستند که هیچ‌گاه کاپیتان اول نبوده‌اند ولی حداقل در ۵ بازی کاپیتانی سرخپوشان را بر عهده داشته‌اند: ۱–وحید قلیچ ۲– ناصر نورایی ۳– حمید درخشان ۴– کاظم سیدعلیخانی ۵– ضیا عربشاهی ۶– ناصر محمدخانی ۷– رضا شاهرودی ۸– علی انصاریان ۹– محسن خلیلی ۱۰– علیرضا حقیقی ۱۱– محسن بنگر ۱۲– حسین ماهینی ۱۳– احمد نوراللهی ۱۴– کمال کامیابی‌نیا
۱۵– وحید امیری ۱۶– علیرضا بیرانوند ۱۷– محراب شاهرخی ۱۸– علیرضا نور محمدی
آخرین به‌روز رسانی: تا تاریخ ۲۵ اردیبهشت ۱۴۰۴